# Olympique Noisy-le-Sec
El Olympique Noisy-le-Sec Banlieue 93 es un club de fútbol francés de la ciudad de Noisy-le-Sec en Isla de Francia. Fue fundado en 1943 y juega en el Championnat National 3, quinta categoría del fútbol francés.